# Ladutjärnen, Jämtland
Ladutjärnen är en sjö i Åre kommun i Jämtland och ingår i Indalsälvens huvudavrinningsområde.